# T'ho compraa i calzett de seda/Andava a Rogoredo
T'ho compraa i calzett de seda/Andava a Rogoredo è il sesto singolo da solista di Enzo Jannacci, pubblicato dalla Jolly il 14 maggio 1964.
Entrambe le canzoni pochi mesi dopo saranno inserite nell'album La Milano di Enzo Jannacci; mentre Andava a Rogoredo è stata scritta dal solo Jannacci, in T'ho compraa i calzett de seda collabora al testo Dario Fo, ed è la prima canzone pubblicata in cui i due artisti collaborano.
Andava a Rogoredo era stata presentata da Jannacci due anni prima nello spettacolo teatrale Milanin Milanon, da cui venne tratto l'omonimo album.

## Tracce
- T'ho compraa i calzett de seda
- Andava a Rogoredo